# 이재은 (2009년)
이재은(2009년 10월 25일 ~ )은 대한민국의 배우이자 모델이다.

## 출연 작품

### 방송
- EBS1 《봉구야 말해줘 시즌2》...“놀이터편”
- MBC 《역도요정 김복주》...“발레리나 역”
- TVN 《그녀는 거짓말을 너무 사랑해》...“놀이터 노래하는 아이”
- KBS2 《맨홀 - 이상한 나라의 필》...“어린 강수진 역”
- KBS2 《누가누가 잘하나》
- EBS1 《동요 구출작전》
- MBC 《사생결단로맨스》 어린